# ملاحة شراعية

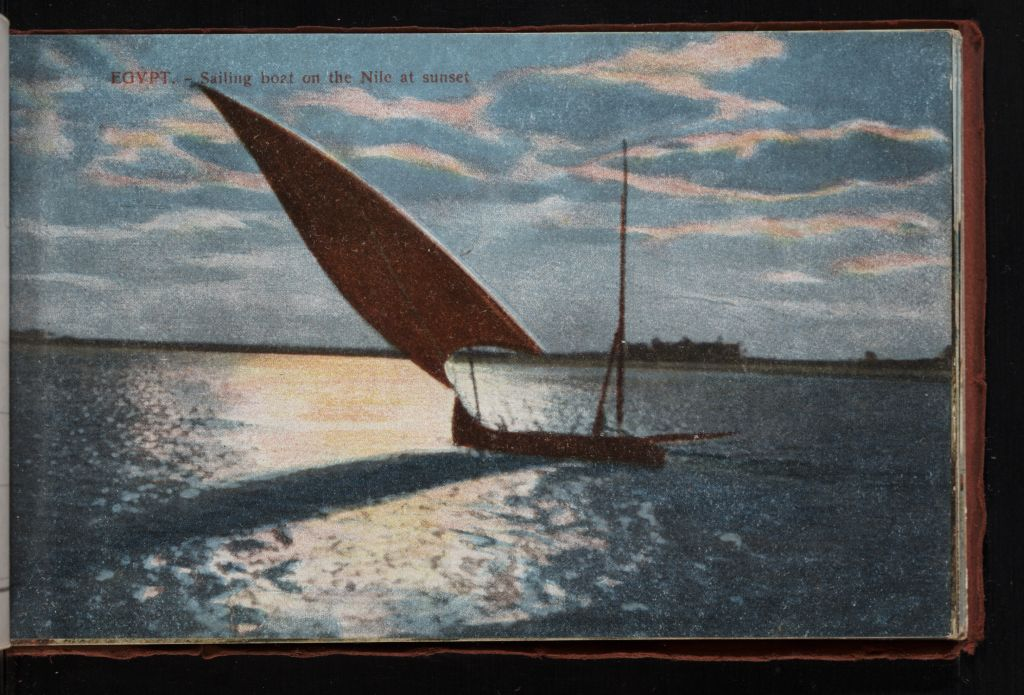
مركب شراعي في نهر النيل قديما

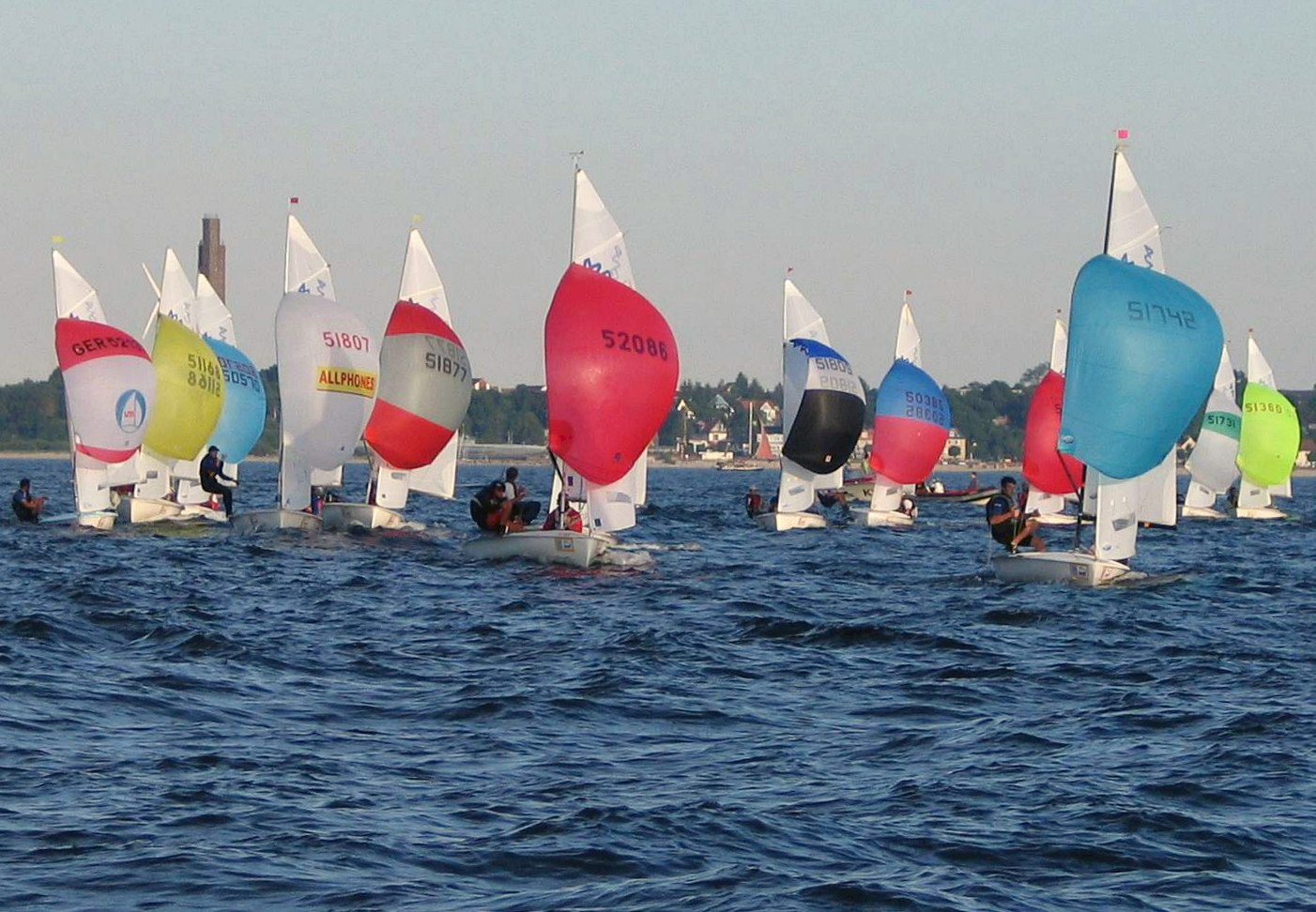
سباق قوارب شراعية 2005

القوارب الشراعية معروفة أيضاً بالشراع، هي فن التحكم بالقارب الشراعي والقدرة على توجيه مساره وضبط سرعته وموازنته في مواجهة الرياح والأمواج وذلك يتطلب خبرات كبيرة وفهم عميق لتقلبات البحر ورياحه وتياراته وكذلك قدرات بدنية عالية من تحمل للقوة ومرونة.

## نبذة تاريخية
نشأ سباق القوارب الشراعية في هولندا. في القرن الثالث عشر، شرعت مدينة البندقية بإقامة سباقات القوارب الشراعية في موعد محدد. وفي عام 1662، اقيمت مسابقة القوارب الشراعية بين بريطانيا وهولندا باعتبارها مسابقة كبيرة الحجم نسبيا للقوارب الشراعية في مرحلتها الأولى. وفي القرن الـ 18، تأسست نوادى القوارب الشراعية وجمعيات القوارب الشراعية تباعا في بلدان العالم. وفي عام 1907، تأسست أول منظمة دولية للقوارب الشراعية في العالم واسمها الإتحاد الدولى للقوارب الشراعية. وفي عام 1900، ادرجت لعبة القوارب الشراعية لأول مرة في الألعاب الأولمبية. حاليا يشمل برنامج القوارب الشراعية الأولمبي 11 مسابقة في 9 درجات.

## نبذة أولمبية
دخلت رياضة القوارب الشراعية البرنامج الأولمبي منذ الدورة الثانية العام 1900 في باريس واقتصرت مسابقاتها العشر وقتها على الرجال فقط علماً أنها كانت مدرجة على برنامج اولمبياد 1896 لكن سوء الأحوال الجوية حال دون إقامة منافساتها.
غابت القوارب الشراعية عن اولمبياد سان لويس 1904 وعادت للظهور في أولمبياد 1912 دون أن تغيب في أي من الدورات اللاحقة.
شهد برنامج هذه الرياضة العديد من التغييرات على صعيد مسابقاته فكانت دوما صناعة القوارب تميل إلى تصغير حجمها مع وجود طاقم من الملاحين ليس بصغير، فكان عدد الملاحين في الدورات الأولمبية الأولى بين 10 و12 ملاحاً.
وفي أولمبياد سيدني 2000 شهدت مسابقة واحدة من برنامج الشراع وجود ثلاثة ملاحين (مسابقة سولينغ).
وشهد اولمبياد 1984 في لوس أنجلوس الأميركية فصل بين منافسات الرجال والسيدات، في حين شهد أولمبياد سيدني اعتماد مسابقات خاصة بالرجال وأخرى بالسيدات وقسم آخر مختلط.
وتعتبر دول بريطانيا والنرويج والسويد وفرنسا والولايات المتحدة الأميركية والدنمارك وإسبانيا من الأبرز على صعيد هذه الرياضة. وتحمل بريطانيا أفضل سجل أولمبي إذ تملك 20 ميدالية ذهبية.

## قانون اللعبة
- تنص القوانين على أن جميع المسابقات تشمل 11 سباقاً باستثناء مسابقة 49er التي يتخللها 16 سباقاً.
- تتضمن المنافسات السباقات الافتتاحية التي يتأهل بموجبها 10 قوارب أو مشتركين لسباق الميدالية أي النهائي.
- يتخلل مسار السباق من بدايته علامات محددة على المشتركين الالتزام بالمرور بها.
- يملك كل قارب 4 دقائق لاجتياز خط البداية بعد إعطاء إشارة بدء السباق وإلا يسجل على أنه “لم ينطلق”.

## معرض صور

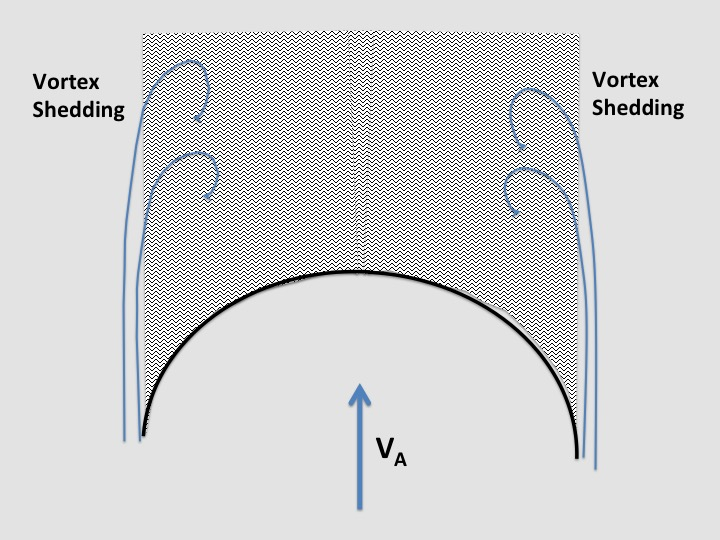
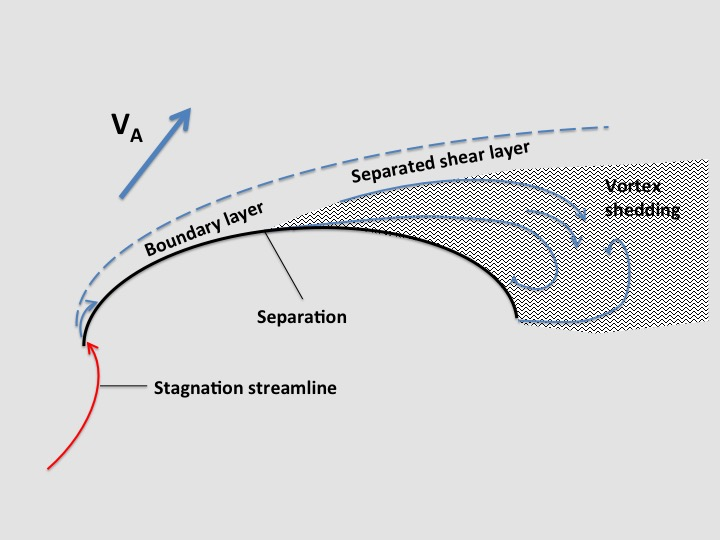
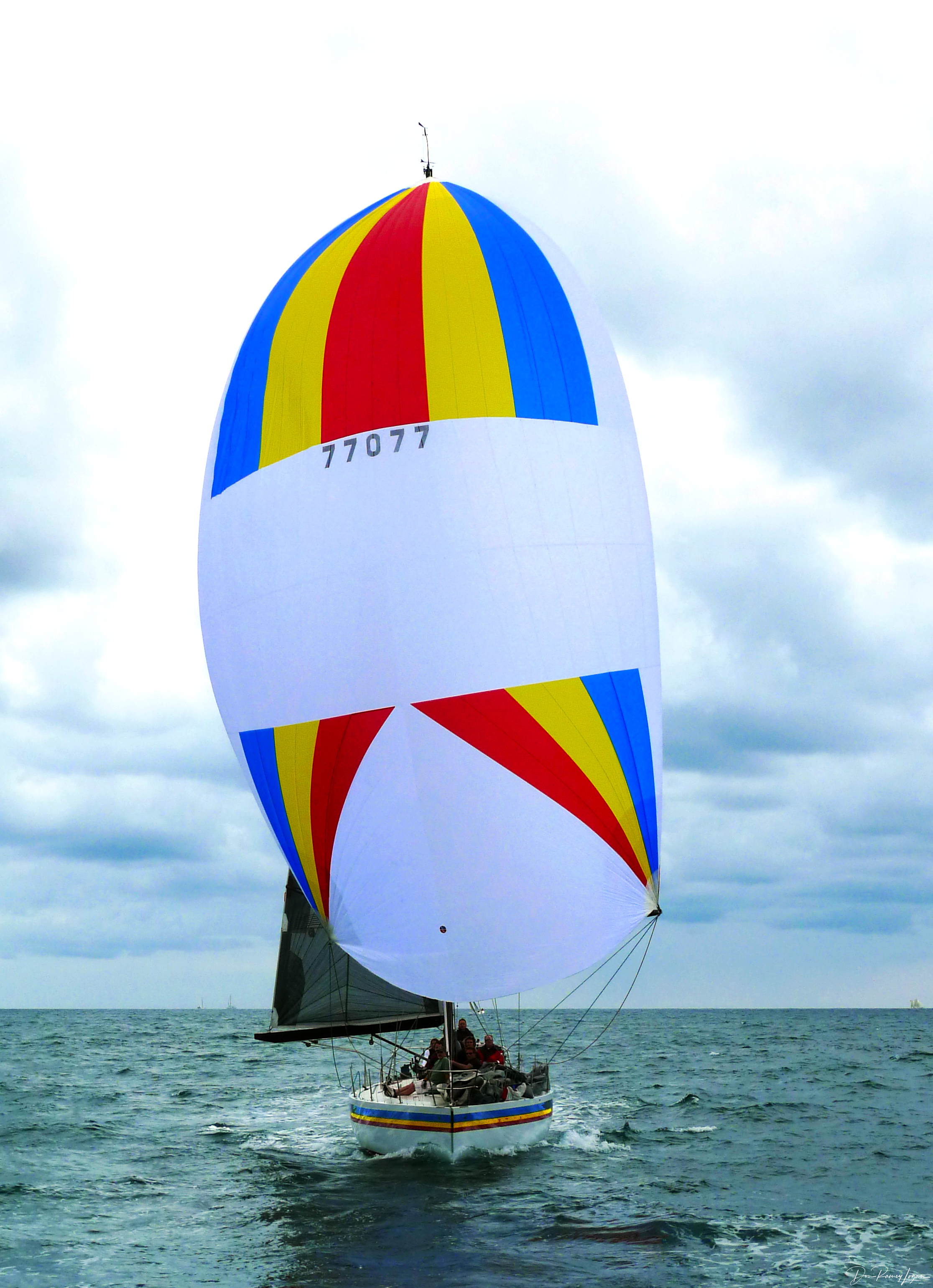
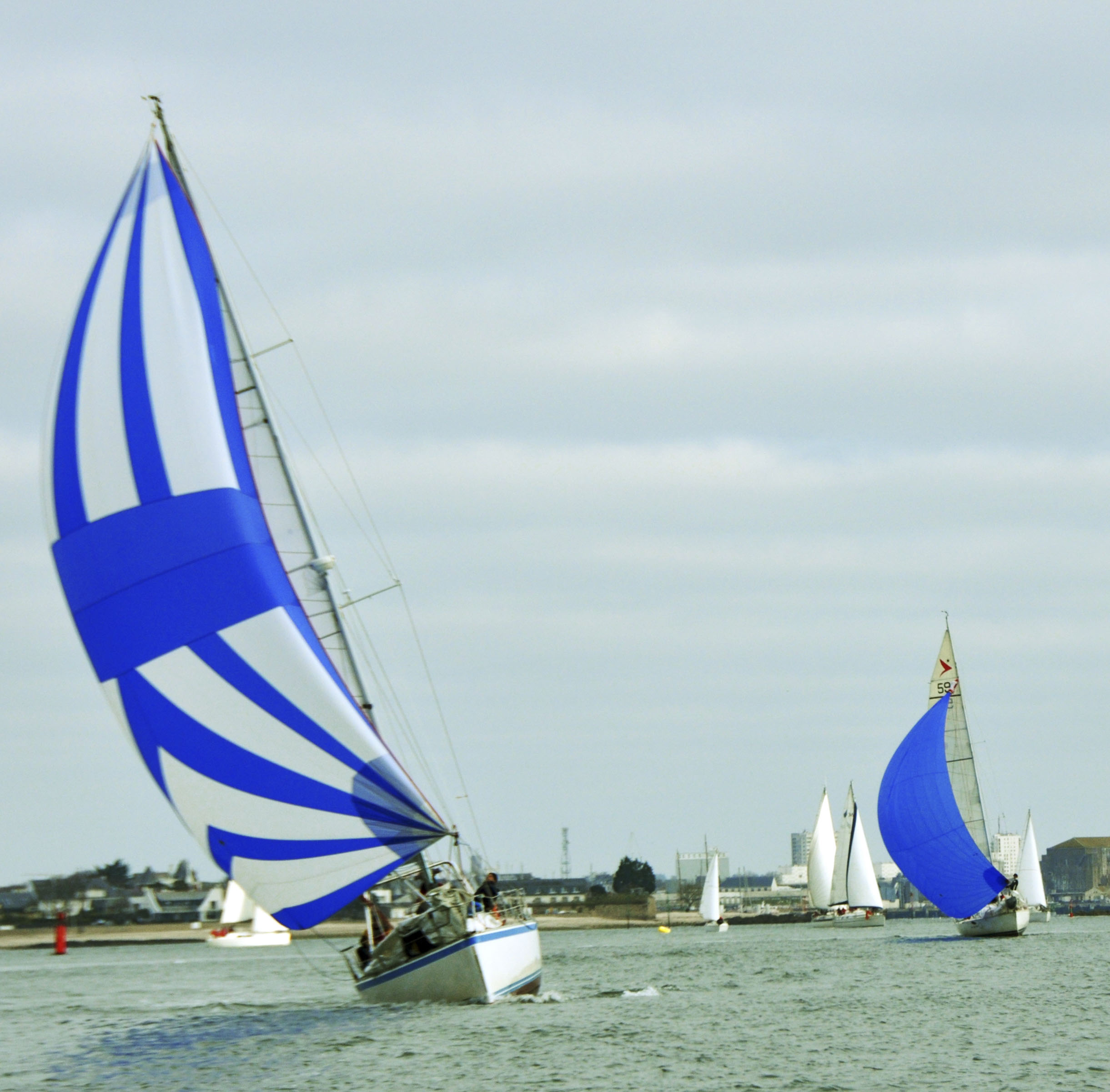

## وصلات خارجية
- (بالإنجليزية) الموقع الرسمي لإتحاد الدولي للقوارب الشراعية